# Leonardo Villar Gómez
Leonardo Villar Gómez (Bogotá, 26 de junio de 1959) es un economista, investigador y docente colombiano. Es el actual gerente del Banco de la República de Colombia desde 2021.

## Biografía
Nació en Bogotá. Estudió economía en la Universidad de los Andes, donde se especializó en la misma institución. Realizó su maestría en economía en el London School of Economics. Empezó su trayectoria de economista como Asistente de Investigación en Corporación Centro Regional de Población entre 1980- 1981, Investigador Asistente en Centro de Estudios sobre Desarrollo Económico en 1982, Investigador en Fundación para la Educación Superior y el Desarrollo entre 1983-1985. 
Entre 1987-1989 fue editor de la revista Coyuntura económica. Asesor permanente del Consejo Directivo de Comercio Exterior en Ministerio de Desarrollo Económico, 1989-1991, fungió como Vicepresidente Técnico y Editor de la Revista Banca y Finanzas en Asociación Bancaria de Colombia entre 1991-1992, Vicepresidente de Investigaciones Económicas y Planeación en Banco de Comercio Exterior entre 1992-1994  y viceministro Técnico del Ministerio de Hacienda y Crédito Público entre 1994-1997. Entre 1997 al 2009 Codirector de la Junta directiva del Banco de la República de Colombia. Se desempeñó como Vicepresidente de Estrategias de Desarrollo y Políticas Públicas y Economista Jefe de Corporación Andina de Fomento entre 2009-2012, Director Ejecutivo de Fedesarrollo entre 2013-2018 y Director Ejecutivo Representante ante el directorio del Fondo Monetario Internacional por Colombia, Costa Rica, El Salvador, España, Guatemala, Honduras, México y Venezuela entre 2018-2020. En 2020 fue elegido como gerente del Banco de la República de Colombia para el período 2021-2025.